# Fernando Gutiérrez Barrios

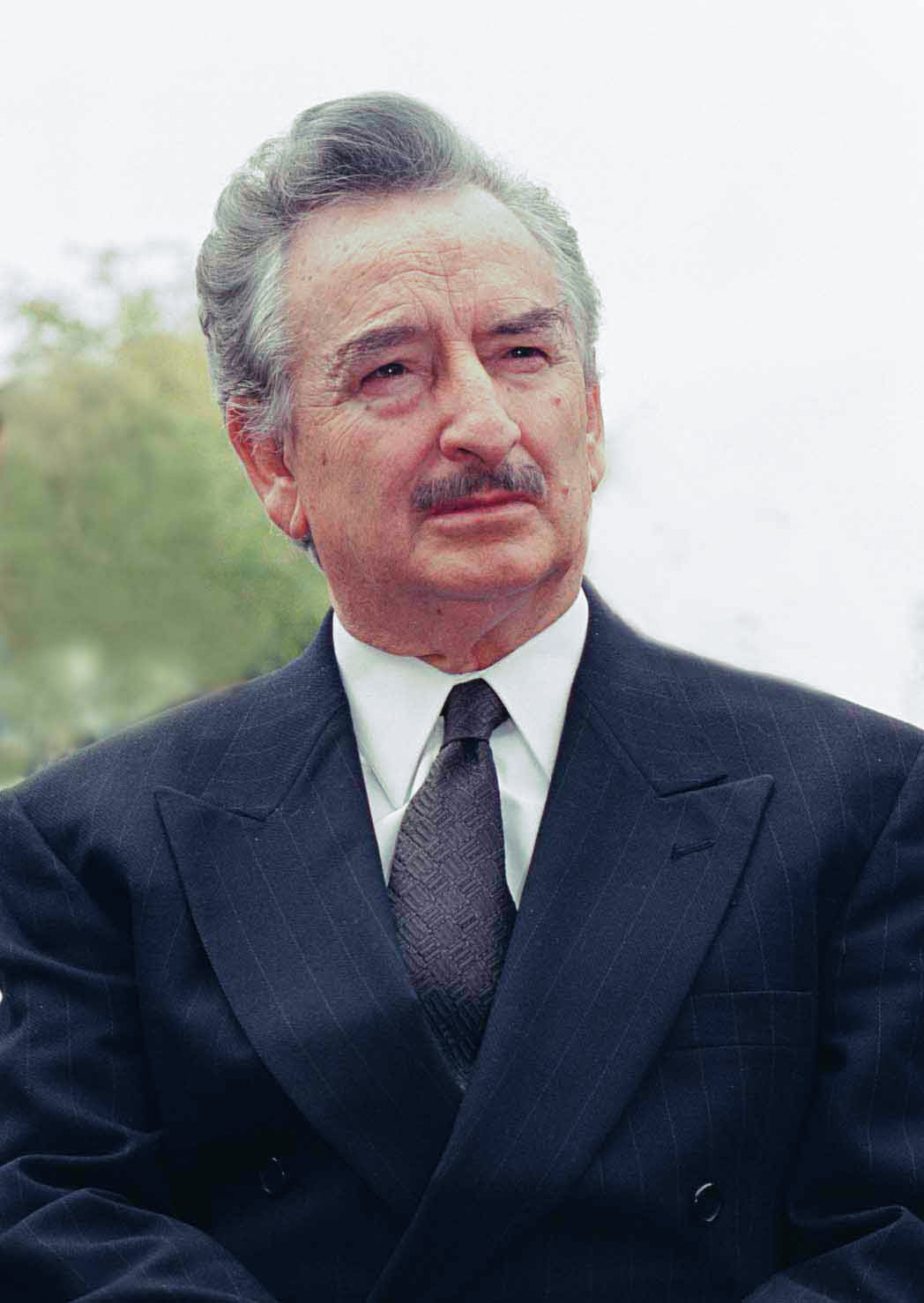
Fernando Gutiérrez Barrios

Fernando Gutiérrez Barrios (Alto Lucero, 26 oktober 1927 - Mexico-Stad, 30 oktober 2000) was een Mexicaans politicus, militair en geheim agent. Gutiérrez Barrios wordt verantwoordelijk gehouden voor talloze schendingen van de mensenrechten in de jaren 60 en 70.
Gutiérrez Barrios was afkomstig uit de staat Veracruz en sloot zich aan bij het Mexicaanse leger, waarin hij de rang van kapitein haalde voordat hij zich aansloot bij de veiligheidsdienst het Federaal Veiligheidsdirectoraat (DFS). In 1956 ondervroeg Gutiérrez voor de DFS Fidel Castro en Che Guevara, die op dat moment hun toevlucht hadden gezocht in Mexico. Hoewel de details niet bekend zijn, is Gutiérrez Barrios waarschijnlijk verantwoordelijk geweest voor de vrijlating van Castro en Guevara, zeer tegen de zin van de Amerikaanse regering.
President Gustavo Díaz Ordaz (1964-1970) benoemde hem hoofd van het DFS. In deze periode diende de veiligheidsdienst als geheime politie die het regime van de Institutioneel Revolutionaire Partij (PRI) steunde en tegenstanders uit de weg ruimde. In 1970 benoemde president Luis Echeverría (1970-1976) hem tot onderminister van binnenlandse zaken, waarmee hij een van de belangrijkste organisatoren was van de Vuile Oorlog uit de jaren 70. Hoewel Gutiérrez Barrios met harde hand communistische guerrillastrijders die het Cubaanse voorbeeld wilde volgen bestreed, was hij een persoonlijke vriend van de Cubaanse dictator Fidel Castro. Gutiérrez Barrios richtte de 'Witte Brigade' op, een doodseskader om linkse dissidenten te elimineren.
In 1986 werd Gutiérrez Barrios voor de PRI tot gouverneur van Veracruz gekozen, maar twee jaar later stapte hij terug om minister van binnenlandse zaken te worden onder president Carlos Salinas (1988-1994). In 1993 werd hij door Salinas ontslagen nadat hij presidentsambities begon te vertonen. Hij verliet hij de politiek maar keerde zes jaar later terug als coördinator van de eerste voorverkiezingen binnen de PRI om een presidentskandidaat te selecteren voor de presidentsverkiezingen van 2000. Hoewel de PRI dat jaar voor het eerst in haar geschiedenis de presidentsverkiezingen verloor werd Gutiérrez Barrios tot senator gekozen. Hij diende echter maar twee maanden, daar hij op 30 oktober 2000 aan een hartaanval overleed.
Gutiérrez geld als een van de meest omstreden figuren uit de recente Mexicaanse geschiedenis. Hij wordt verantwoordelijk gehouden voor zeker vijfhonderd doden. Rosario Ibarra noemde hem eens "de man die het meest weet over de verdwenen personen in dit land". Recentelijk is hij door Salinas, die hem tevens een vrijmetselaar noemde, beschuldigd van de moord op kardinaal Juan Jesús Posadas Ocampo.
- International Standard Name Identifier: 0000 0000 4310 2075
- Library of Congress Control Number: no95059701
- Virtual International Authority File: 21731879
- WorldCat: E39PBJd3JMPTxPGffBHPGhrXh3